# Eleições estaduais em Rondônia em 2006
As eleições estaduais em Rondônia em 2006 aconteceram em 1 de outubro, como parte das eleições gerais no Brasil. Nesta ocasião, foram realizadas eleições em todos os 26 estados brasileiros e no Distrito Federal. Os cidadãos aptos a votar elegeram o Presidente da República, o Governador e um Senador por estado, além de deputados estaduais e federais. Como nenhum dos candidatos a cargos no Executivo obtiveram mais da metade do votos válidos(o que não foi o caso de Rondônia), um segundo turno foi realizado no dia 29 de outubro. Na eleição presidencial, o segundo turno foi entre Luiz Inácio Lula da Silva (PT) e Geraldo Alckmin (PSDB), com a vitória de Lula. Segundo a Constituição Federal, o Presidente e os Governadores são eleitos diretamente para um mandato de quatro anos, com um limite de dois mandatos.
Os principais candidatos ao governo de Rondônia foram o governador Ivo Cassol (PPS), a Senadora Fátima Cleide (PT), Carlinhos Camurça (PSB) e o senador Amir Lando (PMDB).
O governador Ivo Cassol foi reeleito com 54,14% dos votos válidos. Em 2° lugar ficou a candidata Fátima Cleide (PT), com 25,90%.Carlinhos Camurça (PSB) obteve 12,50%. O senador Amir Lando (PMDB) ficou com 6,17% dos votos. Adilson Siqueira (Psol), obteve 1,12% e Edgar do Boi, 0,17%.Votos brancos foram 2,72% e os nulos 6,27%.
Rondônia elegeu oito deputados federais: Marinha Raupp (PMDB), Mauro Nazif Rasul (PSB), Eduardo Valverde (PT), Natan Donadon (PMDB), Lindomar Garçon (PV), Anselmo (PT), Moreira Mendes (PPS), Amorim (PTB), e 24 deputados estaduais.

## Lista dos candidatos ao Governo do Estado e resultados

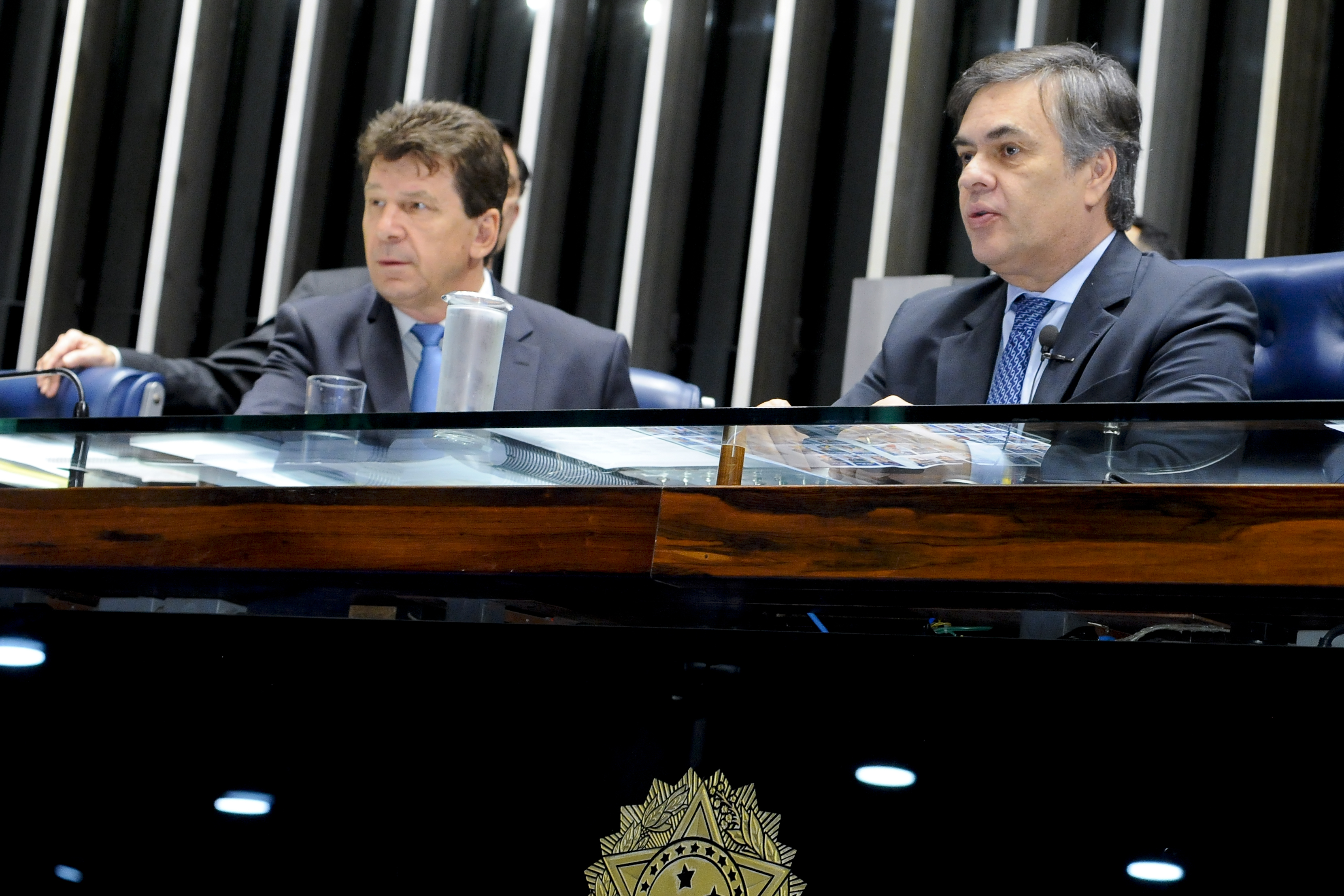
O então senador e já ex-governador Ivo Cassol ao lado do ex-governador da Paraíba, Cássio Cunha Lima (PSDB)

Na eleição para governo de Rondônia em 2006, 6 candidatos se apresentaram para a disputa ao governo. Porém, a disputa foi polarizada em 4 candidatos. O candidato a reeleição, Ivo Cassol, vivia o seu auge político, e era o mais provável de vencer esta eleição. A senadora Fátima Cleide (PT), o ex-prefeito de Porto Velho, Carlinhos Camurça (PSB) e o senador e ex-ministro da Previdência Social Amir Lando (PMDB) eram os principais candidatos que tentavam impedir a reeleição do então governador. No primeiro turno, Ivo Cassol recebeu 54,14% dos votos válidos (387.208 votos) e levou ainda no primeiro turno a sua reeleição.
| Candidatos              | Vice - Governador (a)   | Coligação                                                           | Votos   | Porcentagem |
| ----------------------- | ----------------------- | ------------------------------------------------------------------- | ------- | ----------- |
| Ivo Cassol (PPS)        | João Cahulla (PPS)      | O Trabalho Continua: (PPS, PFL, PTB, PTN, PAN, PV e PRONA)          | 387.208 | 54,14%      |
| Fátima Cleide (PT)      | Júlio Olivar (PCdoB)    | Rondônia No Coração: (PT, PCdoB, PRB, PSC, PSL e PRTB)              | 185.272 | 25,90%      |
| Carlinhos Camurça (PSB) | Inês Zanol (PSB)        | Juntos Por Rondônia: (PSB, PDT e PL)                                | 89.426  | 12,50%      |
| Amir Lando (PMDB)       | Hamilton Casara (PSDB)  | Rondônia Mais Humana: (PMDB, PSDB, PP, PHS, PMN, PTC, PRP, e PTdoB) | 44.155  | 06,17%      |
| Adilson Siqueira (PSOL) | Margarida Arcari (PSOL) | Sem Coligação: (PSOL)                                               | 7.984   | 01,12%      |
| Edgar do Boi (PSDC)     | Valdenora Araújo (PSDC) | Sem Coligação: (PSDC)                                               | 1.185   | 0,17%       |

## Lista dos candidatos ao Senado
Candidatos ao senado por Rondônia na eleição de 2006:
| Candidato                       | Suplentes                                                     | N° Eleitoral | Coligação                                                          | Votos   | Porcentagem |
| ------------------------------- | ------------------------------------------------------------- | ------------ | ------------------------------------------------------------------ | ------- | ----------- |

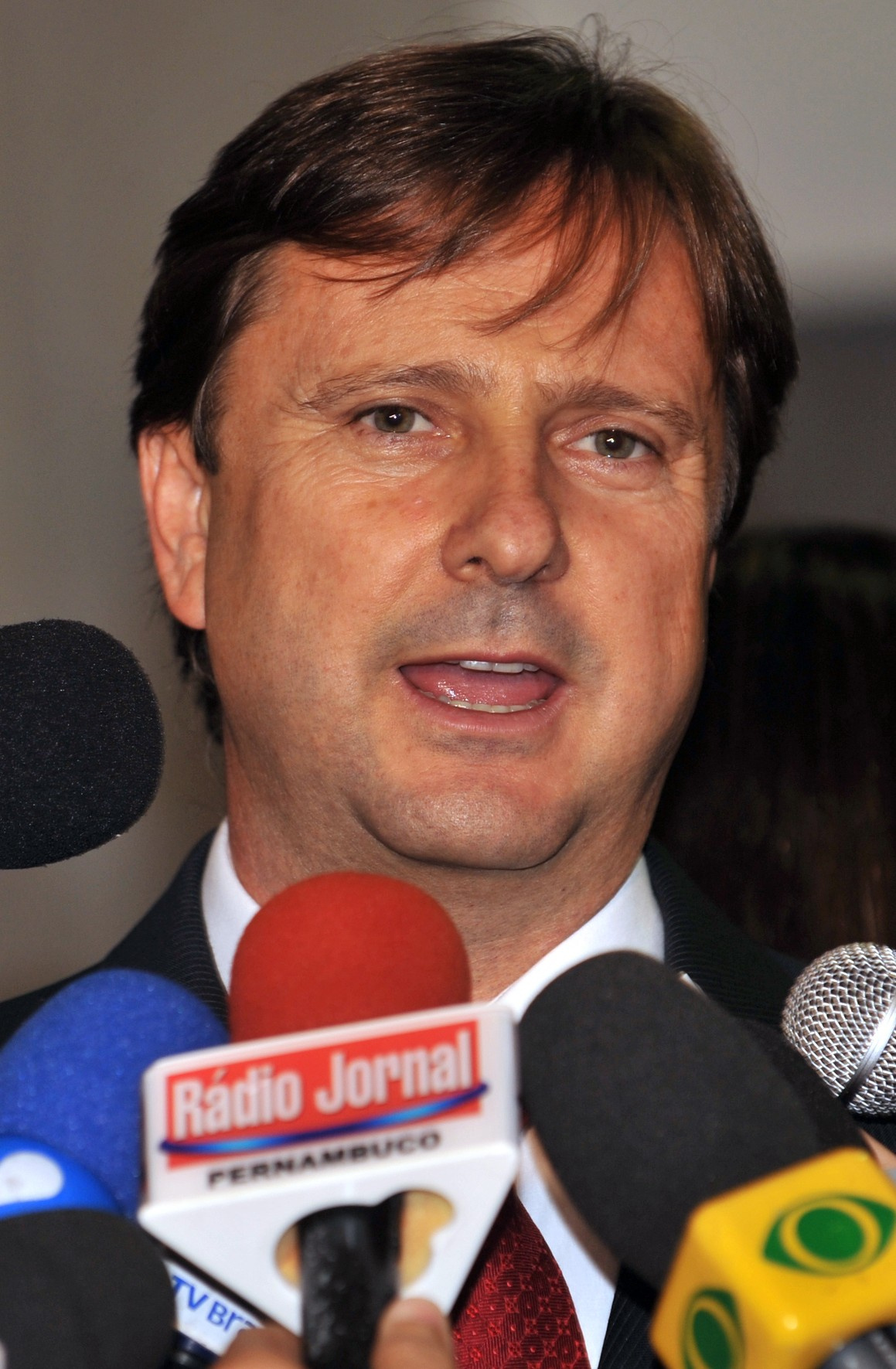
Acir Gurgacz (PDT), eleito senador após a cassação de Expedito Júnior.

| *Expedito Junior (PPS)          | Eucide Alberto Lanzarin (PPS) e Jabis Emerick (PPS)           | 234          | O Trabalho Continua: (PPS, PFL, PTB, PTN, PAN, PV e PRONA)         | 267.728 | 39,58%      |
| *Alcir Gurgacz (PDT)            | Assis Gurgacz (PDT) e Ruy Parra Motta (PDT)                   | 123          | Juntos Por Rondônia: (PSB, PDT e PL)                               | 210.351 | 31,10%      |
| Melkisedk Donadon (PMDB)        | Dirceu Fernandes (PSDB) e Vanderlei Kloss (PSDB)              | 151          | Rondônia Mais Humana: (PMDB, PSDB, PP, PHS, PMN, PTC, PRP e PTdoB) | 117.429 | 17,36%      |
| José Augusto de Oliveira (PRTB) | Diogo Nogueira do Casal (PCdoB) e Maria Santiago de Lima (PT) | 289          | Rondônia No Coração: (PT, PCdoB, PRB, PSC, PSL e PRTB)             | 64.697  | 09,57%      |
| Marcos Sussuarana (PSOL)        | Antônio Maia de Melo (PSOL) e Professora Ana Lúcia (PSOL)     | 500          | Sem Coligação: (PSOL)                                              | 16.155  | 02,39%      |

*Inicialmente, Expedito Júnior, do Partido Popular Socialista assumiu o cargo por ser o mais votado da eleição. Em 2009, porém, o Tribunal Superior Eleitoral cassou o mandato do senador, dando assim o mandato para o segundo colocado da eleição de 2006 para o senado, que é Acir Gurgacz.

## Deputados federais eleitos
São relacionados os candidatos eleitos com informações complementares da Câmara dos Deputados.

Representação eleita
  PMDB: 2
  PT: 2
  PSB: 1
  PV: 1
  PPS: 1
  PTB: 1

| Número | Deputados federais eleitos | Partido | Votação | Percentual | Cidade onde nasceu | Unidade federativa |
| 1515   | Marinha Raupp              | PMDB    | 65.420  | 8,98%      | Maracaí            | São Paulo          |
| 4040   | Mauro Nazif                | PSB     | 43.623  | 5,99%      | Barra do Piraí     | Rio de Janeiro     |
| 1313   | Eduardo Valverde           | PT      | 34.631  | 4,76%      | Rio de Janeiro     | Rio de Janeiro     |
| 1590   | Natan Donadon              | PMDB    | 32.747  | 4,50%      | Porecatu           | Paraná             |
| 4310   | Lindomar Garçon            | PV      | 31.446  | 4,32%      | Rondonópolis       | Mato Grosso        |
| 1312   | Anselmo de Jesus           | PT      | 29.401  | 4,04%      | Mandaguari         | Paraná             |
| 2323   | Moreira Mendes             | PPS     | 29.119  | 4,04%      | São Paulo          | São Paulo          |
| 1414   | Ernandes Amorim            | PTB     | 26.573  | 3,65%      | Itagibá            | Bahia              |

## Deputados estaduais eleitos
Representação eleita
  PMDB: 4
  PTB: 3
  PT: 3
  PTN: 2
  PSDC: 2
  PPS: 2
  PV: 2
  PSB: 2
  PSL: 1
  PP: 1
  PSDB: 1
  PRP: 1

Fonteː
| Número | Deputados estaduais eleitos | Partido | Votação | Percentual | Cidade onde nasceu   | Unidade federativa |
| 19000  | Alex Testoni                | PTN     | 13.766  | 1,88%      | Santa Helena         | Paraná             |
| 19123  | Luiz Cláudio da Agricultura | PTN     | 13.191  | 1,80%      | Bom Conselho         | Pernambuco         |
| 14144  | Daniela Amorim              | PTB     | 12.861  | 1,75%      | Salvador             | Bahia              |
| 15500  | Tiziu da Rondo Motos        | PMDB    | 12.421  | 1,69%      | Novo Horizonte       | Bahia              |
| 40140  | Jesualdo Pires              | PSB     | 12.015  | 1,64%      | Presidente Bernardes | São Paulo          |
| 15900  | Amauri dos Santos           | PMDB    | 11.849  | 1,61%      | Graccho Cardoso      | Sergipe            |
| 15321  | Marcos Antônio Donadon      | PMDB    | 11.779  | 1,61%      | Florestópolis        | Paraná             |
| 17000  | Euclides Maciel             | PSL     | 11.634  | 1,59%      | Joaçaba              | Santa Catarina     |
| 27777  | Neodi Oliveira              | PSDC    | 10.880  | 1,48%      | Soledade             | Rio Grande do Sul  |
| 23789  | Ezequiel Neiva              | PPS     | 10.043  | 1,37%      | Campina da Lagoa     | Paraná             |
| 40190  | Wilber da Astir             | PSB     | 9.032   | 1,23%      | Cururupu             | Maranhão           |
| 27027  | Alexandre Brito             | PSDC    | 8.598   | 1,17%      | Rio de Janeiro       | Rio de Janeiro     |
| 43123  | Luizinho Goebel             | PV      | 8.331   | 1,14%      | Cascavel             | Paraná             |
| 23123  | Jair Miotto                 | PPS     | 7.936   | 1,08%      | Cidade Gaúcha        | Paraná             |
| 14140  | Kaká Mendonça               | PTB     | 7.220   | 0,98%      | Paranavaí            | Paraná             |
| 43333  | Miguel Sena                 | PV      | 7.084   | 0,97%      | Guajará-Mirim        | Rondônia           |
| 14567  | Valter Araújo               | PTB     | 6.786   | 0,92%      | Itambacuri           | Minas Gerais       |
| 11234  | Maurão de Carvalho          | PP      | 6.528   | 0,89%      | Tuneiras do Oeste    | Paraná             |
| 15123  | Chico Paraíba               | PMDB    | 6.305   | 0,86%      | Itaporanga           | Paraíba            |
| 13225  | Professor Dantas            | PT      | 6.293   | 0,86%      | Maringá              | Paraná             |
| 13456  | Neri Firigolo               | PT      | 6.038   | 0,82%      | Frederico Westphalen | Rio Grande do Sul  |
| 45678  | Maurinho da Silva           | PSDB    | 5.153   | 0,70%      | Ibotirama            | Bahia              |
| 13600  | Ribamar Araújo              | PT      | 5.014   | 0,68%      | Catolé do Rocha      | Paraíba            |
| 44789  | Valdivino Tucura            | PRP     | 4.402   | 0,60%      | Minas Novas          | Minas Gerais       |